# 다임러 트럭 북아메리카
다임러 트럭 북아메리카(영어: Daimler Trucks North America)는 메르세데스-벤츠 그룹 AG를 모기업으로 삼으며 미국의 기업 집단이다. 본사는 미국 오리건주 포틀랜드에 위치하고 있으며, 2008년에 설립되었다.

## 관련 계열사
- 얼라이언스 파트
- 디트로이트 디젤
- 프라이트라이너 트럭
- 프라이트라이너 커스텀 클래스 컴파니
- 프라이트라이너 세일 트럭
- 토마스 빌트 버스
- 웨스턴 스타 트럭